# Macrobrachium olfersii
Macrobrachium olfersii är en kräftdjursart som först beskrevs av Wiegmann 1836.  Macrobrachium olfersii ingår i släktet Macrobrachium och familjen Palaemonidae. Inga underarter finns listade i Catalogue of Life.